# Maks Mirni
Maks Mirni (Wit-Russisch: Макс Мірны; Russisch: Максим Мирный) (Minsk, 6 juli 1977) is een professionele Wit-Russische tennisspeler.
In zijn carrière heeft hij één enkelspeltitel (het toernooi van Rotterdam in 2003) gewonnen. Mirni blinkt vooral uit in het dubbelspel. In juni 2009 stond zijn teller op 36 titels (met verschillende partners zoals de Zwitser Roger Federer en de Zweed Jonas Björkman, met wie hij in 2006 de Tennis Masters Cup won).

## Palmares
| Legenda                       | Legenda               |
| ----------------------------- | --------------------- |
| Grand Slam                    |                       |
| Olympische Spelen             |                       |
| tot 2009                      | vanaf 2009            |
| Tennis Masters Cup            | ATP Finals            |
| ATP Masters Series            | ATP Tour Masters 1000 |
| ATP International Series Gold | ATP Tour 500          |
| ATP International Series      | ATP Tour 250          |

### Enkelspel
| Nr.              | Datum            | Toernooi               | Ondergrond    | Tegenstander in finale | Score         | Details |
| ---------------- | ---------------- | ---------------------- | ------------- | ---------------------- | ------------- | ------- |
| Gewonnen finales |                  |                        |               |                        |               |         |
| 1.               | 23 februari 2003 | ATP Rotterdam          | Hardcourt (I) | Raemon Sluiter         | 7-6, 6-4      | Details |
| Verloren finales |                  |                        |               |                        |               |         |
| 1.               | 15 oktober 2001  | ATP Stuttgart (indoor) | Tapijt (I)    | Tommy Haas             | 2-6, 2-6, 2-6 | Details |
| 2.               | 20 februari 2005 | ATP Memphis            | Hardcourt (I) | Kenneth Carlsen        | 5-7, 5-7      | Details |
| 3.               | 13 juni 2005     | ATP Nottingham         | Gras          | Richard Gasquet        | 2-6, 3-6      | Details |

### Dubbelspel
| Nr.                          | Datum             | Toernooi                | Ondergrond    | Partner                | Tegenstanders in finale                 | Score                 | Details |
| ---------------------------- | ----------------- | ----------------------- | ------------- | ---------------------- | --------------------------------------- | --------------------- | ------- |
| Gewonnen finales herendubbel |                   |                         |               |                        |                                         |                       |         |
| 1.                           | 27 januari 1997   | ATP Shanghai            | Tapijt (I)    | Kevin Ullyett          | Tomas Nydahl Stefano Pescosolido        | 7-6, 6-7, 7-5         | Details |
| 2.                           | 1 februari 1999   | ATP Marseille           | Hardcourt (I) | Andrej Olchovski       | David Adams Pavel Vízner                | 7-5, 7-6(7)           | Details |
| 3.                           | 1 maart 1999      | ATP Kopenhagen          | Tapijt (I)    | Andrej Olchovski       | Marc-Kevin Goellner David Prinosil      | 6-7(5), 7-6(4), 6-1   | Details |
| 4.                           | 3 mei 1999        | ATP Delray Beach        | Gravel        | Nenad Zimonjić         | Doug Flach Brian MacPhie                | 7-6(3), 3-6, 6-3      | Details |
| 5.                           | 11 oktober 1999   | ATP Singapore           | Hardcourt (I) | Eric Taino             | Todd Woodbridge Mark Woodforde          | 6-3, 6-4              | Details |
| 6.                           | 3 januari 2000    | ATP Doha                | Hardcourt     | Mark Knowles           | Alex O’Brien Jared Palmer               | 6-3, 6-4              | Details |
| 7.                           | 10 september 2000 | US Open                 | Hardcourt     | Lleyton Hewitt         | Ellis Ferreira Rick Leach               | 6-4, 5-7, 7-6(5)      | Details |
| 8.                           | 13 november 2000  | ATP Parijs              | Tapijt (I)    | Nicklas Kulti          | Paul Haarhuis Daniel Nestor             | 6-4, 7-5              | Details |
| 9.                           | 1 oktober 2001    | ATP Moskou              | Tapijt (I)    | Sandon Stolle          | Mahesh Bhupathi Jeff Tarango            | 6-3, 6-0              | Details |
| 10.                          | 15 oktober 2001   | ATP Stuttgart (indoor)  | Hardcourt (I) | Sandon Stolle          | Ellis Ferreira Jeff Tarango             | 7-6(0), 7-6(4)        | Details |
| 11.                          | 24 februari 2002  | ATP Rotterdam           | Hardcourt (I) | Roger Federer          | Mark Knowles Daniel Nestor              | 4-6, 6-3, [10-4]      | Details |
| 12.                          | 8 september 2002  | US Open                 | Hardcourt     | Mahesh Bhupathi        | Jiří Novák Radek Štěpánek               | 6-3, 3-6, 6-4         | Details |
| 13.                          | 30 september 2002 | ATP Moskou              | Tapijt (I)    | Roger Federer          | Joshua Eagle Sandon Stolle              | 6-4, 7-6(0)           | Details |
| 14.                          | 17 maart 2003     | ATP Miami               | Hardcourt     | Roger Federer          | Leander Paes David Rikl                 | 7-5, 6-3              | Details |
| 15.                          | 7 april 2003      | ATP Estoril             | Gravel        | Mahesh Bhupathi        | Lucas Arnold Ker Mariano Hood           | 6-1, 6-2              | Details |
| 16.                          | 14 april 2003     | ATP Monte Carlo         | Gravel        | Mahesh Bhupathi        | Michaël Llodra Fabrice Santoro          | 6-4, 3-6, 7-6(6)      | Details |
| 17.                          | 4 augustus 2003   | ATP Montréal/Toronto    | Hardcourt     | Mahesh Bhupathi        | Jonas Björkman Todd Woodbridge          | 6-3, 7-6(4)           | Details |
| 18.                          | 29 september 2003 | ATP Moskou              | Tapijt (I)    | Mahesh Bhupathi        | Wayne Black Kevin Ullyett               | 6-3, 7-5              | Details |
| 19.                          | 13 oktober 2003   | ATP Madrid              | Hardcourt (I) | Mahesh Bhupathi        | Wayne Black Kevin Ullyett               | 6-2, 2-6, 6-3         | Details |
| 20.                          | 3 mei 2004        | ATP Rome                | Gravel        | Mahesh Bhupathi        | Wayne Arthurs Paul Hanley               | 2-6, 6-3, 6-4         | Details |
| 21.                          | 21 maart 2005     | ATP Miami               | Hardcourt     | Jonas Björkman         | Wayne Black Kevin Ullyett               | 6-1, 6-2              | Details |
| 22.                          | 9 mei 2005        | ATP Hamburg             | Gravel        | Jonas Björkman         | Michaël Llodra Fabrice Santoro          | 4-6, 7-6(2), 7-6(3)   | Details |
| 23.                          | 10 juni 2005      | Roland Garros           | Gravel        | Jonas Björkman         | Bob Bryan Mike Bryan                    | 2-6, 6-1, 6-4         | Details |
| 24.                          | 15 augustus 2005  | ATP Cincinnati          | Hardcourt     | Jonas Björkman         | Wayne Black Kevin Ullyett               | 7-6(3), 6-2           | Details |
| 25.                          | 10 oktober 2005   | ATP Moskou              | Tapijt (I)    | Michail Joezjny        | Igor Andrejev Nikolaj Davydenko         | 5-1, 5-1              | Details |
| 26.                          | 7 januari 2006    | ATP Doha                | Hardcourt     | Jonas Björkman         | Christophe Rochus Olivier Rochus        | 2-6, 6-3, [10-8]      | Details |
| 27.                          | 2 april 2006      | ATP Miami               | Hardcourt     | Jonas Björkman         | Bob Bryan Mike Bryan                    | 6-4, 6-4              | Details |
| 28.                          | 23 april 2006     | ATP Monte Carlo         | Gravel        | Jonas Björkman         | Fabrice Santoro Nenad Zimonjić          | 6-2, 7-6(2)           | Details |
| 29.                          | 10 juni 2006      | Roland Garros           | Gravel        | Jonas Björkman         | Bob Bryan Mike Bryan                    | 6-7(5), 6-4, 7-5      | Details |
| 30.                          | 17 juli 2006      | ATP Stuttgart (outdoor) | Gravel        | Gastón Gaudio          | Yves Allegro Robert Lindstedt           | 7-5, 6-7(4), [12-10]  | Details |
| 31.                          | 14 augustus 2006  | ATP Cincinnati          | Hardcourt     | Jonas Björkman         | Bob Bryan Mike Bryan                    | 3-6, 6-3, [10-7]      | Details |
| 32.                          | 13 november 2006  | Tennis Masters Cup      | Hardcourt (I) | Jonas Björkman         | Mark Knowles Daniel Nestor              | 6-2, 6-4              | Details |
| 33.                          | 7 oktober 2007    | ATP Stockholm           | Hardcourt (I) | Jonas Björkman         | Arnaud Clément Michaël Llodra           | 6-4, 6-4              | Details |
| 34.                          | 17 februari 2008  | ATP Delray Beach        | Hardcourt     | Jamie Murray           | Bob Bryan Mike Bryan                    | 6-4, 3-6, [10-6]      | Details |
| 35.                          | 11 oktober 2008   | ATP Wenen               | Hardcourt (I) | Andy Ram               | Alexander Peya Philipp Petzschner       | 6-1, 7-5              | Details |
| 36.                          | 5 april 2009      | ATP Miami               | Hardcourt     | Andy Ram               | Ashley Fisher Stephen Huss              | 6-7(4), 6-2, [10-7]   | Details |
| 37.                          | 14 november 2010  | ATP Parijs              | Hardcourt (I) | Mahesh Bhupathi        | Mark Knowles Andy Ram                   | 7-5, 7-5              | Details |
| 38.                          | 20 februari 2011  | ATP Memphis             | Hardcourt (I) | Daniel Nestor          | Eric Butorac Jean-Julien Rojer          | 6-2, 6-7(6), [10-3]   | Details |
| 39.                          | 4 juni 2011       | Roland Garros           | Gravel        | Daniel Nestor          | Juan Sebastián Cabal Eduardo Schwank    | 7-6(3), 3-6, 6-4      | Details |
| 40.                          | 16 oktober 2011   | ATP Shanghai            | Hardcourt     | Daniel Nestor          | Michaël Llodra Nenad Zimonjić           | 3-6, 6-1, [12-10]     | Details |
| 41.                          | 27 november 2011  | ATP World Tour Finals   | Hardcourt (I) | Daniel Nestor          | Mariusz Fyrstenberg Marcin Matkowski    | 7-5, 6-3              | Details |
| 42.                          | 8 januari 2012    | ATP Brisbane            | Hardcourt     | Daniel Nestor          | Jürgen Melzer Philipp Petzschner        | 6-1, 6-2              | Details |
| 43.                          | 26 februari 2012  | ATP Memphis             | Hardcourt (I) | Daniel Nestor          | Ivan Dodig Marcelo Melo                 | 4-6, 7-5, [10-7]      | Details |
| 44.                          | 9 juni 2012       | Roland Garros           | Gravel        | Daniel Nestor          | Bob Bryan Mike Bryan                    | 6-4, 6-4              | Details |
| 45.                          | 17 juni 2012      | ATP Londen              | Gras          | Daniel Nestor          | Bob Bryan Mike Bryan                    | 6-3, 6-4              | Details |
| 46.                          | 28 april 2013     | ATP Boekarest           | Gravel        | Horia Tecău            | Lukáš Dlouhý Oliver Marach              | 4-6, 6-4, [10-6]      | Details |
| 47.                          | 22 juni 2013      | ATP Rosmalen            | Gras          | Horia Tecău            | Andre Begemann Martin Emmrich           | 6-3, 7-6(4)           | Details |
| 48.                          | 6 oktober 2013    | ATP Peking              | Hardcourt     | Horia Tecău            | Fabio Fognini Andreas Seppi             | 6-4, 6-2              | Details |
| 49.                          | 27 februari 2016  | ATP Acapulco            | Hardcourt     | Treat Huey             | Alexander Peya Philipp Petzschner       | 7-6(5), 6-3           | Details |
| 50.                          | 22 oktober 2017   | ATP Moskou              | Hardcourt (i) | Philipp Oswald         | Damir Džumhur Antonio Šančić            | 7-5, 6-3              | Details |
| 51.                          | 18 februari 2018  | ATP Uniondale           | Hardcourt (i) | Philipp Oswald         | Wesley Koolhof Artem Sitak              | 6-4, 4-6, [10-6]      | Details |
| 52.                          | 14 april 2018     | ATP Houston             | Gravel        | Philipp Oswald         | Andre Begemann Antonio Šančić           | 6-7(2), 6-4, [11-9]   | Details |
| Verloren finales herendubbel |                   |                         |               |                        |                                         |                       |         |
| 1.                           | 22 september 1997 | ATP Toulouse            | Hardcourt (I) | Jean-Philippe Fleurian | Jacco Eltingh Paul Haarhuis             | 3-6, 6-7              | Details |
| 2.                           | 6 april 1998      | ATP Chennai             | Hardcourt     | Olivier Delaître       | Mahesh Bhupathi Leander Paes            | 7-6, 3-6, 2-6         | Details |
| 3.                           | 1 mei 2000        | ATP München             | Gravel        | Nenad Zimonjić         | David Adams John-Laffnie de Jager       | 4-6, 4-6              | Details |
| 4.                           | 14 augustus 2000  | ATP Indianapolis        | Hardcourt     | Jonas Björkman         | Lleyton Hewitt Sandon Stolle            | 2-6, 6-3, 3-6         | Details |
| 5.                           | 11 juni 2001      | ATP Halle               | Gras          | Patrick Rafter         | Daniel Nestor Sandon Stolle             | 4-6, 7-6(5), 1-6      | Details |
| 6.                           | 28 januari 2002   | ATP Milaan              | Tapijt (I)    | Julien Boutter         | Karsten Braasch Andrej Olchovski        | 6-3, 6-7(5), [10-12]  | Details |
| 7.                           | 11 februari 2002  | ATP Marseille           | Hardcourt (I) | Julien Boutter         | Arnaud Clément Nicolas Escudé           | 4-6, 3-6              | Details |
| 8.                           | 11 maart 2002     | ATP Indian Wells        | Hardcourt     | Roger Federer          | Mark Knowles Daniel Nestor              | 4-6, 4-6              | Details |
| 9.                           | 10 juni 2002      | ATP Londen              | Gras          | Mahesh Bhupathi        | Wayne Black Kevin Ullyett               | 5-7, 3-6              | Details |
| 10.                          | 5 augustus 2002   | ATP Cincinnati          | Hardcourt     | Mahesh Bhupathi        | James Blake Todd Martin                 | 5-7, 3-6              | Details |
| 11.                          | 12 augustus 2002  | ATP Indianapolis        | Hardcourt     | Mahesh Bhupathi        | Mark Knowles Daniel Nestor              | 6-7(4), 7-6(5), 4-6   | Details |
| 12.                          | 14 oktober 2002   | ATP Madrid              | Hardcourt (I) | Mahesh Bhupathi        | Mark Knowles Daniel Nestor              | 3-6, 7-5, 0-6         | Details |
| 13.                          | 30 december 2002  | ATP Adelaide            | Hardcourt (I) | Jeff Morrison          | Jeff Coetzee Chris Haggard              | 6-2, 4-6, 6-7(7)      | Details |
| 14.                          | 23 februari 2003  | ATP Rotterdam           | Hardcourt (I) | Roger Federer          | Wayne Arthurs Paul Hanley               | 6-7(4), 2-6           | Details |
| 15.                          | 12 mei 2003       | ATP Hamburg             | Gravel        | Mahesh Bhupathi        | Mark Knowles Daniel Nestor              | 4-6, 6-7(10)          | Details |
| 16.                          | 9 juni 2003       | ATP Londen              | Gras          | Mahesh Bhupathi        | Mark Knowles Daniel Nestor              | 7-5, 4-6, 6-7(3)      | Details |
| 17.                          | 9 juni 2003       | Wimbledon               | Gras          | Mahesh Bhupathi        | Jonas Björkman Todd Woodbridge          | 6-3, 3-6, 6-7(4), 3-6 | Details |
| 18.                          | 6 oktober 2003    | ATP Wenen               | Hardcourt (I) | Mahesh Bhupathi        | Yves Allegro Roger Federer              | 6-7(7), 5-7           | Details |
| 19.                          | 1 augustus 2004   | ATP Montréal/Toronto    | Hardcourt     | Jonas Björkman         | Mahesh Bhupathi Leander Paes            | 4-6, 2-6              | Details |
| 20.                          | 12 juni 2005      | ATP Londen              | Gras          | Jonas Björkman         | Bob Bryan Mike Bryan                    | 6-7(9), 6-7(4)        | Details |
| 21.                          | 11 september 2005 | US Open                 | Hardcourt     | Jonas Björkman         | Bob Bryan Mike Bryan                    | 1-6, 4-6              | Details |
| 22.                          | 30 oktober 2005   | ATP Sint-Petersburg     | Hardcourt     | Jonas Björkman         | Julian Knowle Jürgen Melzer             | 6-4, 5-7, 5-7         | Details |
| 23.                          | 18 juni 2006      | ATP Londen              | Gras          | Jonas Björkman         | Paul Hanley Kevin Ullyett               | 4-6, 6-3, [8-10]      | Details |
| 24.                          | 10 september 2006 | US Open                 | Hardcourt     | Jonas Björkman         | Martin Damm Leander Paes                | 7-6(5), 4-6, 3-6      | Details |
| 25.                          | 28 januari 2007   | Australian Open         | Hardcourt     | Jonas Björkman         | Bob Bryan Mike Bryan                    | 5-7, 5-7              | Details |
| 26.                          | 26 oktober 2008   | ATP Sint-Petersburg     | Hardcourt (I) | Rohan Bopanna          | Travis Parrott Filip Polášek            | 6-3, 6-7(4), [8-10]   | Details |
| 27.                          | 22 maart 2009     | ATP Indian Wells        | Hardcourt     | Andy Ram               | Mardy Fish Andy Roddick                 | 6-3, 1-6, [12-14]     | Details |
| 28.                          | 16 augustus 2009  | ATP Montréal/Toronto    | Hardcourt     | Andy Ram               | Mahesh Bhupathi Mark Knowles            | 4-6, 3-6              | Details |
| 29.                          | 29 november 2009  | ATP World Tour Finals   | Hardcourt (I) | Andy Ram               | Bob Bryan Mike Bryan                    | 6-7(5), 3-6           | Details |
| 30.                          | 4 april 2010      | ATP Miami               | Hardcourt     | Mahesh Bhupathi        | Lukáš Dlouhý Leander Paes               | 2-6, 5-7              | Details |
| 31.                          | 18 april 2010     | ATP Monte Carlo         | Gravel        | Mahesh Bhupathi        | Daniel Nestor Nenad Zimonjić            | 3-6, 0-2, opgave      | Details |
| 32.                          | 22 augustus 2010  | ATP Cincinnati          | Hardcourt     | Mahesh Bhupathi        | Bob Bryan Mike Bryan                    | 3-6, 4-6              | Details |
| 33.                          | 7 november 2010   | ATP Valencia            | Hardcourt (I) | Mahesh Bhupathi        | Andy Murray Jamie Murray                | 6-7(8), 7-5, [7-10]   | Details |
| 34.                          | 28 november 2010  | ATP World Tour Finals   | Hardcourt (I) | Mahesh Bhupathi        | Daniel Nestor Nenad Zimonjić            | 6-7(7), 4-6           | Details |
| 35.                          | 3 april 2011      | ATP Miami               | Hardcourt     | Daniel Nestor          | Mahesh Bhupathi Leander Paes            | 7-6(5), 2-6, [5-10]   | Details |
| 36.                          | 30 oktober 2011   | ATP Wenen               | Hardcourt (I) | Daniel Nestor          | Bob Bryan Mike Bryan                    | 6-7(10), 3-6          | Details |
| 37.                          | 6 november 2011   | ATP Bazel               | Hardcourt (I) | Daniel Nestor          | Michaël Llodra Nenad Zimonjić           | 4-6, 5-7              | Details |
| 38.                          | 1 april 2012      | ATP Miami               | Hardcourt     | Daniel Nestor          | Leander Paes Radek Štěpánek             | 6-3, 1-6, [8-10]      | Details |
| 39.                          | 22 april 2012     | ATP Monte Carlo         | Gravel        | Daniel Nestor          | Bob Bryan Mike Bryan                    | 2-6, 3-6              | Details |
| 40.                          | 12 januari 2013   | ATP Sydney              | Hardcourt     | Horia Tecău            | Bob Bryan Mike Bryan                    | 4-6, 4-6              | Details |
| 41.                          | 3 maart 2013      | ATP Delray Beach        | Hardcourt     | Horia Tecău            | James Blake Jack Sock                   | 4-6, 4-6              | Details |
| 42.                          | 1 maart 2014      | ATP Acapulco            | Hardcourt     | Feliciano López        | Kevin Anderson Matthew Ebden            | 3-6, 3-6              | Details |
| 43.                          | 1 november 2015   | ATP Valencia            | Hardcourt (i) | Feliciano López        | Eric Butorac Scott Lipsky               | 6-7(4), 3-6           | Details |
| 44.                          | 26 februari 2017  | ATP Delray Beach        | Hardcourt     | Treat Huey             | Raven Klaasen Rajeev Ram                | 5-7, 5-7              | Details |
| 45.                          | 13 januari 2018   | ATP Auckland            | Hardcourt     | Philipp Oswald         | Oliver Marach Mate Pavic                | 4-6, 7-5, [7-10]      | Details |
| 46.                          | 21 oktober 2018   | ATP Moskou              | Hardcourt (i) | Philipp Oswald         | Austin Krajicek Rajeev Ram              | 6-7(4), 4-6           | Details |
| Gewonnen challengers         |                   |                         |               |                        |                                         |                       |         |
| 1.                           | 15 juli 1996      | Manchester              | Gras          | Lior Mor               | Dick Norman Fernon Wibier               | 7-5, 7-6              |         |
| 2.                           | 25 november 1996  | Amarillo                | Hardcourt (I) | Kevin Ullyett          | Justin Gimelstob Jeff Salzenstein       | 6-3, 6-4              |         |
| 3.                           | 17 februari 1997  | Cherbourg               | Tapijt (I)    | Kevin Ullyett          | Stefano Pescosolido Vincenzo Santopadre | 6-3, 6-7, 6-4         |         |
| 4.                           | 6 juli 1998       | Bristol                 | Gras          | Vladimir Voltsjkov     | Wayne Arthurs Ben Ellwood               | 6-4, 3-6, 7-6         |         |
| 5.                           | 23 november 1998  | Portorož                | Hardcourt (I) | Andrej Olchovski       | Aleksandar Kitinov Takao Suzuki         | 6-4, 7-6              |         |
| 6.                           | 30 november 1998  | Nümbrecht               | Tapijt (I)    | Andrej Olchovski       | Sasa Hirszon Aleksandar Kitinov         | 6-4, 7-6              |         |
| 7.                           | 25 oktober 1999   | Brest                   | Hardcourt (I) | Martin Damm            | Rodolphe Gilbert Lionel Roux            | 4-6, 6-1, 6-4         |         |

### Geemengd dubbelspel
| Nr.                             | Datum             | Toernooi                  | Ondergrond | Partner            | Tegenstanders in finale              | Score            | Details |
| ------------------------------- | ----------------- | ------------------------- | ---------- | ------------------ | ------------------------------------ | ---------------- | ------- |
| Gewonnen finales gemengd dubbel |                   |                           |            |                    |                                      |                  |         |
| 1.                              | 5 juli 1998       | Wimbledon                 | Gras       | Serena Williams    | Mahesh Bhupathi Mirjana Lučić        | 6-4, 6-4         | Details |
| 2.                              | 13 september 1998 | US Open                   | Hardcourt  | Serena Williams    | Patrick Galbraith Lisa Raymond       | 6-2, 6-2         | Details |
| 3.                              | 9 september 2007  | US Open                   | Hardcourt  | Viktoryja Azarenka | Leander Paes Meghann Shaughnessy     | 6-4, 7-6(6)      | Details |
| 4.                              | 5 augustus 2012   | Olympische Spelen, Londen | Gras       | Viktoryja Azarenka | Andy Murray Laura Robson             | 2-6, 6-3, [10-8] | Details |
| 5.                              | 6 september 2013  | US Open                   | Hardcourt  | Andrea Hlaváčková  | Abigail Spears Santiago González     | 7-6(5), 6-3      | Details |
| Verloren finales gemengd dubbel |                   |                           |            |                    |                                      |                  |         |
| 1.                              | 31 januari 1999   | Australian Open           | Hardcourt  | Serena Williams    | David Adams Mariaan de Swardt        | 4-6, 6-4, 6-7(5) | Details |
| 2.                              | 10 september 2000 | US Open                   | Hardcourt  | Anna Koernikova    | Jared Palmer Arantxa Sánchez Vicario | 4-6, 3-6         | Details |
| 3.                              | 28 januari 2007   | Australian Open           | Hardcourt  | Viktoryja Azarenka | Daniel Nestor Jelena Lichovtseva     | 4-6, 4-6         | Details |
| 4.                              | 6 juli 2014       | Wimbledon                 | Gras       | Chan Hao-ching     | Nenad Zimonjić Samantha Stosur       | 4-6, 2-6         | Details |

## Prestatietabel
| Legenda | Legenda                          |
| ------- | -------------------------------- |
| g.t.    | geen toernooi gehouden           |
| l.c.    | lagere categorie                 |
| –       | niet deelgenomen                 |
| G       | uitgeschakeld in de groepsfase   |
| 1R      | uitgeschakeld in de eerste ronde |
| 2R      | uitgeschakeld in de tweede ronde |
| 3R      | uitgeschakeld in de derde ronde  |
| 4R      | uitgeschakeld in de vierde ronde |
| KF      | uitgeschakeld in de kwartfinale  |
| HF      | uitgeschakeld in de halve finale |
| F       | de finale verloren               |
| W       | het toernooi gewonnen            |
| w-v     | winst/verlies-balans             |

### Prestatietabel enkelspel
| Grandslamtoernooien   |       |       |       |       |       |       |       |       |      |      |         |
| Australian Open       | –     | 3R    | 2R    | 1R    | 1R    | 1R    | 1R    | 3R    | 2R   | –    | 6–8     |
| Roland Garros         | 2R    | 1R    | 1R    | 1R    | 1R    | 1R    | 1R    | 2R    | 1R   | –    | 2–9     |
| Wimbledon             | –     | 2R    | 2R    | 1R    | 4R    | 1R    | 4R    | 4R    | 2R   | –    | 12–8    |
| US Open               | 2R    | 3R    | 3R    | KF    | 1R    | 1R    | 3R    | 1R    | 2R   | –    | 12–9    |
| Winst-verlies         | 2-2   | 5–4   | 4–4   | 4–4   | 3–4   | 0–4   | 5–4   | 6–4   | 3–4  | 0-0  | 32–34   |
| ATP World Tour Finals |       |       |       |       |       |       |       |       |      |      |         |
| ATP World Tour Finals | –     | –     | –     | –     | –     | –     | –     | –     | –    | –    | 0-0     |
| ATP Masters 1000      |       |       |       |       |       |       |       |       |      |      |         |
| Indian Wells          | –     | 3R    | 1R    | 1R    | 3R    | 3R    | 2R    | 1R    | 1R   | 2R   | 8–9     |
| Miami                 | –     | 2R    | 2R    | 2R    | 2R    | 3R    | 1R    | 2R    | 1R   | –    | 7–8     |
| Monte Carlo           | –     | –     | 1R    | 1R    | 1R    | 2R    | 1R    | 1R    | 3R   | –    | 3–7     |
| Rome                  | –     | –     | 1R    | 1R    | 2R    | 2R    | 1R    | 1R    | –    | –    | 2–6     |
| Hamburg               | –     | 2R    | 2R    | HF    | 1R    | 1R    | 1R    | KF    | –    | –    | 9–7     |
| Madrid                | l.c.  | l.c.  | l.c.  | 1R    | 2R    | 2R    | 2R    | –     | –    | –    | 3–4     |
| Montréal/Toronto      | 2R    | 2R    | 2R    | 1R    | KF    | 3R    | 2R    | 1R    | 1R   | –    | 9–9     |
| Cincinnati            | –     | 3R    | 3R    | 1R    | HF    | 1R    | 1R    | 2R    | –    | –    | 9–7     |
| Stuttgart             | –     | –     | F     | l.c.  | l.c.  | l.c.  | l.c.  | l.c.  | l.c. | l.c. | 5-1     |
| Parijs                | –     | 2R    | 1R    | 1R    | 1R    | HF    | 2R    | 1R    | –    | –    | 6–7     |
| Olympische Spelen     |       |       |       |       |       |       |       |       |      |      |         |
| Olympische Spelen     | g.t.  | KF    | g.t.  | g.t.  | g.t.  | 3R    | g.t.  | g.t.  | g.t. | 1R   | 5-3     |
| Statistieken          |       |       |       |       |       |       |       |       |      |      |         |
| Totaal aantal titels  | 0     | 0     | 0     | 0     | 1     | 0     | 0     | 0     | 0    | 0    | 1       |
| Totaal winst-verlies  | 15-15 | 32-27 | 31-27 | 25-29 | 40-28 | 26-27 | 35-25 | 22-25 | 9-22 | 2-8  | 239-240 |
| Eindejaarsranking     | 74    | 40    | 35    | 43    | 23    | 47    | 34    | 59    | 152  | 523  | n.v.t.  |

N.B. "l.c." = lagere categorie / "g.t." = geen toernooi

### Prestatietabel dubbelspel
| Toernooi              | 1997  | 1998 | 1999  | 2000  | 2001  | 2002  | 2003  | 2004  | 2005  | 2006  | 2007  | 2008  | 2009  | 2010  | 2011  | 2012  | 2013  | 2014  | 2015  | 2016  | 2017  | 2018  | Carrière winst-verlies |
| --------------------- | ----- | ---- | ----- | ----- | ----- | ----- | ----- | ----- | ----- | ----- | ----- | ----- | ----- | ----- | ----- | ----- | ----- | ----- | ----- | ----- | ----- | ----- | ---------------------- |
| Grandslamtoernooien   |       |      |       |       |       |       |       |       |       |       |       |       |       |       |       |       |       |       |       |       |       |       |                        |
| Australian Open       | 1R    | 1R   | 3R    | 3R    | 2R    | –     | 2R    | KF    | HF    | KF    | F     | 1R    | 2R    | 1R    | HF    | HF    | 2R    | KF    | KF    | KF    | 2R    | 2R    | 42–21                  |
| Roland Garros         | 1R    | –    | KF    | 1R    | 3R    | HF    | KF    | HF    | W     | W     | KF    | 1R    | 1R    | 2R    | W     | W     | 2R    | 1R    | 2R    | 3R    | 1R    | 1R    | 47–17                  |
| Wimbledon             | 1R    | 1R   | 2R    | 1R    | HF    | KF    | F     | 3R    | HF    | KF    | 1R    | 3R    | 3R    | 3R    | 2R    | 2R    | 3R    | 1R    | 3R    | HF    | KF    | 1R    | 40–21                  |
| US Open               | 1R    | 1R   | 1R    | W     | HF    | W     | KF    | 3R    | F     | F     | 3R    | 1R    | HF    | 2R    | 2R    | 1R    | 1R    | 1R    | 1R    | 1R    | 1R    | 1R    | 38–20                  |
| Winst-verlies         | 0-4   | 0-3  | 6–3   | 8–3   | 11–4  | 13–2  | 11–4  | 10–4  | 19–3  | 16-3  | 10-4  | 2-4   | 7-4   | 4-4   | 12-3  | 11-3  | 4-4   | 3-4   | 6-4   | 9-4   | 4-4   | 1-4   | 167–79                 |
| ATP World Tour Finals |       |      |       |       |       |       |       |       |       |       |       |       |       |       |       |       |       |       |       |       |       |       |                        |
| ATP World Tour Finals | –     | –    | –     | –     | –     | –     | G     | G     | G     | W     | G     | –     | F     | F     | W     | G     | –     | –     | –     | G     | –     | –     | 20-18                  |
| ATP Masters 1000      |       |      |       |       |       |       |       |       |       |       |       |       |       |       |       |       |       |       |       |       |       |       |                        |
| Indian Wells          | –     | –    | –     | 1R    | 1R    | F     | KF    | HF    | HF    | HF    | HF    | HF    | F     | 1R    | 1R    | HF    | –     | 1R    | –     | 1R    | 2R    | 1R    | 28–17                  |
| Miami                 | –     | 1R   | 2R    | 2R    | 3R    | HF    | W     | 2R    | W     | W     | KF    | 1R    | W     | F     | F     | F     | 2R    | KF    | 1R    | HF    | 1R    | 1R    | 46–17                  |
| Monte Carlo           | 1R    | –    | –     | 2R    | 1R    | 1R    | W     | KF    | 2R    | W     | KF    | 1R    | –     | F     | KF    | F     | KF    | HF    | 2R    | KF    | 1R    | –     | 25–16                  |
| Madrid                | l.c.  | l.c. | l.c.  | l.c.  | l.c.  | F     | W     | HF    | 1R    | HF    | HF    | 2R    | 2R    | –     | KF    | HF    | KF    | 1R    | HF    | 2R    | 2R    | 1R    | 23–15                  |
| Rome                  | –     | –    | –     | 1R    | –     | KF    | HF    | W     | HF    | HF    | 2R    | 2R    | KF    | 2R    | 2R    | KF    | HF    | 2R    | –     | 2R    | 1R    | –     | 19–15                  |
| Hamburg               | –     | –    | –     | 2R    | KF    | –     | F     | 2R    | W     | KF    | KF    | 1R    | l.c.  | l.c.  | l.c.  | l.c.  | l.c.  | l.c.  | l.c.  | l.c.  | l.c.  | l.c.  | 12–7                   |
| Montréal/Toronto      | 1R    | 1R   | 2R    | HF    | 2R    | 2R    | W     | F     | HF    | KF    | KF    | –     | F     | HF    | HF    | KF    | 2R    | –     | 2R    | 2R    | –     | –     | 26–16                  |
| Cincinnati            | –     | –    | 1R    | KF    | 2R    | F     | HF    | HF    | W     | W     | 2R    | –     | 2R    | F     | 2R    | 2R    | 2R    | 1R    | HF    | KF    | –     | –     | 29–15                  |
| Stuttgart             | –     | –    | –     | 2R    | W     | l.c.  | l.c.  | l.c.  | l.c.  | l.c.  | l.c.  | l.c.  | l.c.  | l.c.  | l.c.  | l.c.  | l.c.  | l.c.  | l.c.  | l.c.  | l.c.  | l.c.  | 4-1                    |
| Shanghai              | g.t.  | g.t. | g.t.  | g.t.  | g.t.  | g.t.  | g.t.  | g.t.  | g.t.  | g.t.  | g.t.  | g.t.  | 2R    | KF    | W     | KF    | 1R    | 1R    | KF    | 2R    | –     | –     | 8–7                    |
| Parijs                | –     | –    | –     | W     | KF    | 2R    | 1R    | HF    | 1R    | HF    | KF    | 1R    | –     | W     | HF    | KF    | HF    | 1R    | 1R    | 1R    | –     | –     | 18–14                  |
| Olympische Spelen     |       |      |       |       |       |       |       |       |       |       |       |       |       |       |       |       |       |       |       |       |       |       |                        |
| Olympische Spelen     | g.t.  | g.t. | g.t.  | KF    | g.t.  | g.t.  | g.t.  | 2R    | g.t.  | g.t.  | g.t.  | –     | g.t.  | g.t.  | g.t.  | 1R    | g.t.  | g.t.  | g.t.  | 1R    | g.t.  | g.t.  | 3-4                    |
| Statistieken          |       |      |       |       |       |       |       |       |       |       |       |       |       |       |       |       |       |       |       |       |       |       |                        |
| Totaal aantal titels  | 1     | 0    | 4     | 3     | 2     | 3     | 6     | 1     | 5     | 7     | 1     | 2     | 1     | 1     | 4     | 4     | 3     | 0     | 0     | 1     | 1     | 2     | 52                     |
| Totaal winst-verlies  | 11-16 | 8-13 | 29-12 | 40-22 | 38-20 | 54-19 | 65-19 | 38-22 | 53-17 | 57-14 | 31-22 | 25-20 | 27-19 | 32-21 | 49-19 | 41-13 | 32-20 | 19-22 | 36-26 | 32-28 | 28-27 | 26-24 | 780-445                |
| Eindejaarsranking     | 85    | 125  | 32    | 9     | 11    | 3     | 1     | 10    | 4     | 3     | 16    | 32    | 11    | 7     | 3     | 7     | 22    | 47    | 28    | 21    | 41    | 55    | n.v.t.                 |

N.B. "G" = groepsfase / "l.c." = lagere categorie / "g.t." = geen toernooi

### Gemengd dubbel
| Australian Open   | –    | KF   | F    | –    | 1R   | –    | 1R   | –    | HF   | –    | F    | 1R   | 1R   | 2R   | 1R   | 1R | 2R   | 2R   | 1R   | 1R | 1R   | 1R   |
| Roland Garros     | –    | –    | –    | –    | 2R   | –    | –    | –    | 1R   | 2R   | 1R   | 1R   | HF   | KF   | 2R   | KF | 1R   | 1R   | 1R   | KF | 1R   | 1R   |
| Wimbledon         | 2R   | W    | 2R   | –    | 2R   | –    | –    | –    | –    | HF   | 1R   | 3R   | 3R   | 3R   | 2R   | 3R | 2R   | F    | 1R   | 2R | 3R   | 2R   |
| US Open           | –    | W    | –    | F    | 1R   | –    | –    | KF   | –    | 2R   | W    | 1R   | 1R   | –    | 1R   | HF | W    | 2R   | KF   | 2R | –    | –    |
| Olympische Spelen |      |      |      |      |      |      |      |      |      |      |      |      |      |      |      |    |      |      |      |    |      |      |
| Olympische Spelen | g.t. | g.t. | g.t. | g.t. | g.t. | g.t. | g.t. | g.t. | g.t. | g.t. | g.t. | g.t. | g.t. | g.t. | g.t. | W  | g.t. | g.t. | g.t. | –  | g.t. | g.t. |